# Lacuna de Romer
A lacuna de Romer é uma lacuna existente no registro fóssil de tetrápodes do Paleozoico, observada em estudos da paleontologia e da biologia evolutiva e representada nos períodos do Carbonífero Inferior nos quais pesquisadores ainda não encontraram fósseis transicionais relevantes.
Ela recebeu o nome em homenagem ao paleontólogo norte-americano Alfred Romer, que a reconheceu pela primeira vez em 1956.
Descobertas recentes de fósseis na Escócia estão começando a preencher essa lacuna no conhecimento paleontológico..

## Idade
A lacuna de Romer abrange aproximadamente 360 milhões a 345 milhões de anos atrás, correspondendo aos primeiros 15 milhões de anos do Carbonífero, o Mississipiano inferior (começando com o Tournaisiano e avançando para o Viseano). A lacuna forma uma descontinuidade entre as florestas primitivas e a alta diversidade de peixes do final do Devoniano e os conjuntos aquáticos e terrestres mais modernos do início do Carbonífero.

## Mecanismo por trás da lacuna

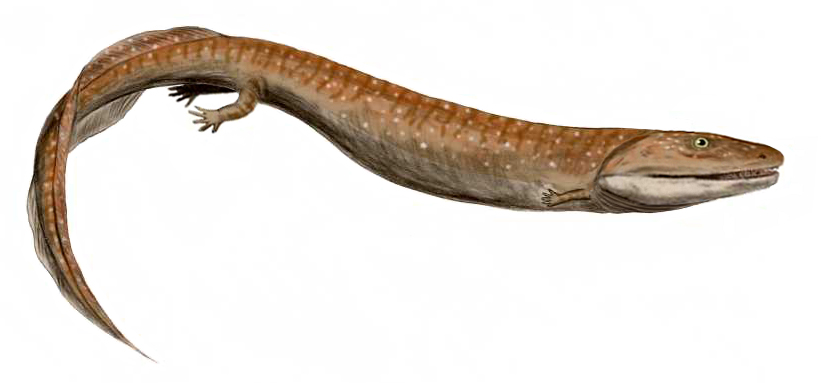
Crassigyrinus, um tetrápode aquático secundário não amniota da lacuna de Romer.

Há um longo debate sobre o motivo da existência de tão poucos fósseis desse período. Alguns cientistas sugeriram que o problema era a própria fossilização, sugerindo que pode ter havido diferenças na geoquímica da época que não favoreceram a formação fóssil. Além disso, os pesquisadores podem apenas não ter escavado nos lugares certos. A existência de um ponto de baixa diversidade de vertebrados foi apoiada por evidências independentes, no entanto, descobertas recentes em cinco novos locais na Escócia renderam múltiplos fósseis de tetrápodes e anfíbios primitivos. Elas também permitiram o registro mais preciso da geologia desse período. Essas novas evidências sugerem que, pelo menos localmente, não houve lacuna na diversidade ou mudanças na geoquímica do oxigênio.
Embora a terrestrialidade inicial dos artrópodes estivesse bem encaminhada antes da lacuna, e alguns tetrápodes digitados possam ter vindo para a terra, existem notavelmente poucos fósseis terrestres ou aquáticos que datem da própria lacuna. Trabalhos recentes sobre a geoquímica paleozoica forneceram evidências da realidade biológica da lacuna de Romer tanto em vertebrados terrestres quanto em artrópodes, e a correlacionaram com um período de concentração anormalmente baixa de oxigênio atmosférico, que foi determinado a partir da geoquímica idiossincrática das rochas formadas durante a lacuna de Romer. A nova exploração sedimentar na Formação Ballagan, na Escócia, contesta essa hipótese, sugerindo que o oxigênio era estável em toda a lacuna de Romer.
Os vertebrados aquáticos, que incluem a maioria dos tetrápodes durante o Carbonífero, estavam se recuperando do evento Hangenberg, um grande evento de extinção que precedeu a lacuna de Romer, um evento comparável ao que matou os dinossauros. Nesta extinção do final do Devoniano, a maioria dos grupos marinhos e de água doce foram extintos ou foram reduzidos a algumas linhagens, embora o mecanismo preciso da extinção não seja claro. Antes do evento, os oceanos e lagos eram dominados por peixes com nadadeiras lobadas e peixes blindados chamados placodermos. Após a lacuna, os peixes modernos com nadadeiras raiadas, bem como os tubarões e seus parentes, foram as formas dominantes. O período também viu o fim dos Ichthyostegalia, os primeiros anfíbios semelhantes a peixes com mais de cinco dígitos.

## Lacunas na fauna
A baixa diversidade de peixes marinhos, particularmente predadores esmagadores de conchas (durófagos), no início da lacuna de Romer é apoiada pela abundância repentina de equinodermos crinoides de conchas duras durante o mesmo período. O Tournaisiano foi até chamado de "Era dos Crinoides". Uma vez que o número de peixes com nadadeiras raiadas e tubarões esmagadores de conchas aumentou mais tarde no Carbonífero, coincidindo com o fim da lacuna de Romer, a diversidade de crinoides com armadura do tipo Devoniano despencou, seguindo o padrão de um ciclo clássico predador-presa (Lotka-Volterra). Há evidências crescentes de que peixes pulmonados e tetrápodes-tronco e anfíbios se recuperaram rapidamente e se diversificaram no ambiente em rápida mudança do final do Devoniano e da lacuna de Romer.
A lacuna no registro de tetrápodes foi progressivamente preenchida com a descoberta de tetrápodes do início do Carbonífero, como Pederpes e Crassigyrinus. Existem alguns sítios onde fósseis de vertebrados foram encontrados para ajudar a preencher a lacuna, como a Pedreira East Kirkton, em Bathgate, Escócia, um sítio fóssil há muito conhecido que foi revisitado por Stanley P. Wood em 1984 e, desde então, tem revelado uma série de tetrápodes primitivos do Carbonífero médio; "literalmente, dezenas de tetrápodes surgiram: Balanerpeton (um temnospondilo), Silvanerpeton e Eldeceeon (antracossauros basais), todos em múltiplas cópias, e um protoamniota espetacular, Westlothiana", relata o Paleos Project. Em 2016, cinco novas espécies foram encontradas na Formação Ballagan: Perittodus apsconditus, Koilops herma, Ossirarus kierani, Diploradus austiumensis e Aytonerpeton microps. Esses tetrápodes-tronco e anfíbios fornecem evidências de uma divisão inicial entre os dois grupos e de uma rápida diversificação no Carbonífero Inferior.
No entanto, o material tetrápode no estágio inicial do Carbonífero, o Tournaisiano, permanece escasso em relação aos peixes nos mesmos habitats, que podem aparecer em grandes conjuntos de morte, sendo desconhecido até o final do estágio. As faunas de peixes de sítios do Tournaisiano ao redor do mundo são muito semelhantes em composição, contendo espécies comuns e ecologicamente semelhantes de peixes com nadadeiras raiadas, peixes rizodontes com nadadeiras lobadas, acantodianos, tubarões e holocéfalos.
Análises recentes dos depósitos de Blue Beach, na Nova Escócia, sugerem que "a fauna de tetrápodes primitivos não é facilmente divisível em faunas Devoniana e Carbonífera, sugerindo que alguns tetrápodes passaram ilesos pelo evento de extinção do final do Devoniano".

## Locais da era Tournaisiana
Durante muitos anos após a lacuna de Romer ter sido reconhecida pela primeira vez, apenas dois locais que continham fósseis de tetrápodes da era Tournaisiana eram conhecidos; um em East Lothian, na Escócia, e outro em Blue Beach, na Nova Escócia, onde em 1841, Sir William Logan, o primeiro diretor do Geological Survey of Canada, encontrou pegadas de um tetrápode. Blue Beach mantém um museu de fósseis que exibe centenas de fósseis Tournaisianos, que continuam a ser encontrados à medida que o penhasco sofre erosão para revelar novos fósseis.
Em 2012, foram anunciados restos de tetrápodes com 350 milhões de anos de idade em quatro novos sítios Tournaisianos na Escócia, incluindo aqueles de um anfíbio primitivo apelidado de "Ribbo". Em 2016, mais cinco espécies foram descobertas nessas localidades, comprovando que a Escócia é um dos sítios mais importantes do mundo para a compreensão desse período.
Essas localidades são a costa de Burnmouth, as margens do Whiteadder Water perto de Chirnside, o Rio Tweed perto de Coldstream e as rochas perto do Castelo de Tantallon, ao longo do Estuário do Forth.  Fósseis de tetrápodes aquáticos e terrestres são conhecidos nessas localidades, fornecendo um registro importante da transição entre a vida na água e a vida em terra e preenchendo algumas das lacunas na lacuna de Romer. Essas novas localidades podem representar uma fauna maior, visto que todas se encontram a uma curta distância umas das outras e compartilham muitos peixes com a localidade vizinha e contemporânea de Foulden, um banco de peixes (que até o momento não produziu tetrápodes). Assim como na Pedreira de East Kirkton, os tetrápodes nesses locais foram descobertos graças aos esforços de longo prazo de Stan Wood e colegas.
Em abril de 2013, cientistas associados ao Serviço Geológico Britânico (BGS) e aos Museus Nacionais da Escócia anunciaram o projeto TW:eed (Mundo dos Tetrápodes: evolução inicial e diversificação). Este projeto inclui colaboradores de todo o Reino Unido e visa reunir conhecimento sobre o mundo do final do Devoniano e do início do Carbonífero. Um dos objetivos foi perfurar uma sondagem contínua de 500 metros (1.640 pés) em um local não revelado perto de Berwick-upon-Tweed. Isso produziu uma amostragem completa, em escala centimétrica, do sedimento Tournaisiano, sem descontinuidades, fornecendo uma linha do tempo na qual as descobertas fósseis podem ser localizadas com precisão. No artigo mais recente produzido pela equipe do TW:eed, eles anunciaram alguns resultados iniciais do núcleo, incluindo a aparente ausência de excursão de oxigênio através da Lacuna de Romer. Isso sugere que teorias anteriores sobre o baixo nível de oxigênio ser a causa da lacuna de Romer precisarão ser reavaliadas.